# Внутренняя подвздошная артерия
Внутренняя подвздошная артерия (лат. arteria iliaca interna) — парная артерия (правая и левая), отделяемая вместе с наружной подвздошной артерией от общей подвздошной артерии на уровне крестцово-подвздошного сустава. Артерия кровоснабжает стенки и органы таза.
Спускаясь по медиальному краю большой поясничной мышцы вниз в полость малого таза, у верхнего края большого седалищного отверстия делится на передний и задний ствол.

## Ветвление
От переднего ствола отходят ветви для всех органов малого таза, к половым органам, а также пупочная артерия.

### Ветви переднего ствола
1. Пупочная артерия (лат. a. umbilicalis) полностью функционирует только у зародышей. Направляется вверх и вперед, проходит по задней поверхности передней стенки живота к пупку. У взрослого человека сохраняется только в виде медиальной пупочной связки. На своём пути отдаёт верхние мочепузырные артерии (лат. aa. vesicales superiores);
2. Нижняя мочепузырная артерия (лат. a. vesicalis inferior) у женщин отдаёт ветви к влагалищу, у мужчин — к семенным пузырькам и предстательной железе;
3. Средняя прямокишечная артерия (лат. a. rectalis media) направляется к латеральной стенке ампулы прямой кишки, к мышце, поднимающей задний проход. Отдает ветви к внутренним половым органам, анастомозирует с верхней (из нижней брыжеечной артерии) и нижней прямокишечными артериями (из внутренней половой артерии);
4. Маточная артерия (лат. a. uterina) опускается в полость малого таза, перекрещивает мочеточник, идёт между листками широкой маточной связки и достигает самой матки, где отдает влагалищные ветви (лат. rr. vaginales), а также трубные и яичниковую ветви (лат. r. tubarius et r. ovaricus);
5. Внутренняя половая артерия (лат. a. pudenda interna) выходит из полости малого таза через подгрушевидное отверстие, после — возвращается в него через малое седалищное отверстие, следует в седалищно-прямокишечную ямку. Там отдаёт нижнюю прямокишечную артерию (лат. a. rectalis inferior) и промежностную артерию (лат. a. perinealis), а также ряд других сосудов, отходящих к половым органам (у мужчин — уретральная артерия, артерия луковицы полового члена, глубокая и дорсальная артерии полового члена. У женщин — уретральная артерия, артерия луковицы преддверия влагалища, глубокая и дорсальная артерия клитора);
6. Запирательная артерия (лат. a. obturatoria) вместе с одноимённым нервом по боковой стенке малого таза направляется через запирательный канал на бедро, делится на переднюю ветвь (кровоснабжает наружную запирательную мышцу, кожу наружных половых органов и приводящие мышцы бедра) и заднюю ветвь (также кровоснабжает наружную запирательную мышцу и другие рядом лежащие мышцы и отдает вертлужную ветвь, кровоснабжающую тазобедренный сустав). В полости таза запирательная артерия отдаёт лобковую ветвь, которая, анастомозируя с запирательной ветвью из нижней надчревной артерии, образуют так называемую corona mortis (корона смерти);
7. Нижняя ягодичная артерия (лат. a. glutea inferior) направляется через подгрушевидное отверстие к большой ягодичной мышце, отдаёт тонкую артерию, сопровождающую седалищный нерв (лат. a. comitans nervi ischiadici)[4].

### Ветви заднего ствола
1. Подвздошно-поясничная артерия (лат. a. iliolumbalis) проходит позади большой поясничной мышцы латерально, отдавая 2 ветви: подвздошную ветвь (лат. r. iliaca), кровоснабжающую подвздошную кость и одноимённую мышцу, и поясничную ветвь (лат. r. lumbalis), которая идёт к большой поясничной мышце и квадратной мышце поясницы, кровоснабжая их. Также поясничная ветвь отдаёт спинномозговую ветвь (лат. r. spinalis), которая направляется в крестцовый канал;
2. Верхняя ягодичная артерия (лат. a. glutea superior) выходит из полости малого таза через надгрушевидное отверстие (часть большого седалищного отверстия), делится на поверхностную ветвь (к ягодичным мышцам и коже) и глубокую ветвь (к ягодичным мышцам, преимущественно малой и средней, другим мышцам малого таза; участвует в кровоснабжении тазобедренного сустава);
3. Латеральные крестцовые артерии (лат. aa. sacrales laterales) направляются к мышцам и костям крестцовой области, отдавая спинномозговые ветви (лат. rr. spinales), которые через передние крестцовые отверстия проникают к оболочкам спинного мозга;